# Eix longitudinal
L' eix longitudinal  s'utilitza en la tècnica, la biologia i altres ciències per a indicar l'eix d'un cos en la direcció amb una dimensió més gran. Sovint l'eix longitudinal és també l'eix de simetria d'un cos.
El gir de l'eix tècnic o del palier s'efectua, normalment, en l'eix longitudinal. Si s'adhereixen altres components mòbils llavors es parla de vibracions.
En termes d'objectes astronòmics la rotació es fa en la seva majoria al voltant de l'eix "curt". En física i mecànica aquest fenomen s'anomena «eix del major moment d'inèrcia».
També la majoria de les plantes tenen un eix longitudinal marcada, el seu tronc, sovint també ho és la tija.

## Balanceig: Rotació de vehicles respecte a l'eix longitudinal

Balanceig d'una aeronau sobre l'eix longitudinal.

### Aeronaus
Els moviments de rotació al voltant de l'eix longitudinal es denomina «balanceig», per assemblar-se al moviment de vaivé d'un balancí. Aquest tipus de moviment en el cas d'una aeronau és possible gràcies als alerons.